# Miss Atlántico Internacional 2003
O Miss Atlântico Internacional 2003 foi a 9.ª edição do concurso de beleza internacional Miss Atlântico que ocorreu anualmente no Uruguai. Aconteceu em 8 de fevereiro de 2003 com a participação de onze aspirantes ao título. A uruguaia Karen Klosz Gomez coroou a brasileira Cynthia Broodt como a nova detentora do título. 

## Resultados
| Colocação           | País                                |
| Miss Atlântico 2003 | - Brasil - Cynthia Brodt            |
| 2º. Lugar           | - Chile - Maria Zilleruelo          |
| 3º. Lugar           | - Argentina - Anastasia Sanguinetti |

### Premiações Especiais
- O concurso distribuiu essa premiação:

| Premiação           | País                     |
| Melhor Traje Típico | - Brasil - Cynthia Brodt |

## Candidatas
Candidatas que disputaram o concurso este ano:
| - Argentina - Anastasia Sanguinetti - Bolívia - Alejandra Montero - Brasil - Cynthia Broodt - Chile - Maria Trinidad - Equador - Daniela Ruiz - Espanha - Aroa Mosquera | - México - Ofelia Chávez - Paraguai - Estela Pavón - Peru - Karla Casanova - Uruguai - Daniela Ortiz - Venezuela - Saidy Hernández |

## Ligações Externas
- Site oficial do Miss Atlántico Internacional